# 高井達雄
高井 達雄（たかい たつお、1933年6月15日 - ）は、日本の作曲家、音楽家。アニメ・TVドラマなどの主題歌を手がけている。

## 人物

### 家系
兵庫出身。高井達雄の先祖は左大臣藤原冬嗣と言われ、10代末の藤原重実が高井五郎と称したのに始まる高井氏の末裔である（「近江日野町志」）。高井氏は、その後近江国松尾山村（現在の滋賀県蒲生郡日野町 大字松尾）に移り、江戸時代中頃、上野国藤岡（現在の群馬県藤岡市）にて造り酒屋「十一屋（現在は高井株式会社）」を創業、代々高井作右衛門を名乗っている（現在は10代目）。このうち、6代目高井作右衛門の次男である高井兵三郎と母ちかの三男として高井達雄は生まれた。6人兄弟姉妹の末子である。なお、父兵三郎の長兄・作兵衛の孫が葉加瀬太郎の伯父の養子となったため、高井達雄と葉加瀬太郎は、遠い親戚ということになる。群馬交響楽団首席オーボエ奏者の小宮山美香は長女、作詞家の高井健は長男。

### 略歴
1933年、兵庫県神戸市に生まれる。幼い頃、父・兵三郎が仕事（伊藤忠商事の現地合弁会社「共益社」駐在員）の都合で赴任していたソウル東大門に移住。太平洋戦争敗戦後、日本に引き揚げて、大分県別府市に住む。中学校入学と前後して神戸に戻る。1952年、兵庫県立御影高等学校を卒業し（第4回生）、国立音楽大学に進学。菅原洋一、神津善行らとともに作曲を学ぶ。在学中からNHKの学校放送やコマ劇場の舞台音楽、朝日放送のホームソングなどを手がける。

## 代表作品

### テレビ番組

#### アニメ作品
- ある街角の物語（1962年11月5日）※　虫プロダクションの作品第１号、長編実験アニメーション（３８分、カラー、ワイド）。1963年第17回毎日映画コンクール・第1回大藤信朗賞、1963年第17回芸術祭奨励賞、1963年第13回ブルーリボン教育文化映画賞
- 鉄腕アトム（1963年1月1日放送開始、4年間毎週放送）※ 日本初の30分テレビアニメシリーズ[注釈 1]（モノクロ）。
  - 鉄腕アトム（作詞：谷川俊太郎）
  - ロボット・マーチ（作詞：谷川俊太郎）
- 柔道讃歌（1974年）
  - 柔道讃歌（作詞：梶原一騎）
  - 母子シャチの歌（作詞：梶原一騎）

#### テレビドラマ
- アテンションプリーズ（1970年）
- タイム・トラベラー（1972年）
- 続 タイムトラベラー（1972年）

#### CM ソング
- 「ララ福屋」（1969年、広島福屋デパート創業40周年記念の際に作られた同店のテーマソングの作曲。歌：森山良子、作詞 かしむら佐夜子）。

### 童謡・子供番組
- さよならマーチ（作詞：こわせたまみ。『おかあさんといっしょ』エンディングテーマに起用されていた同名曲とは異なる）
- サラマンドラ（作詞：加藤直。『みんなのうた』）
- サンサンサン（作詞：井出隆夫）
- しあわせのうた（作詞：木下龍太郎。『みんなのうた』）
- せんせいとあそぼう（作詞：こわせたまみ）
- チーしちゃおう（作詞：三浦徳子。『いないいないばあっ!』）
- ぼくはキャプテン（作詞：こわせたまみ。『おかあさんといっしょ』）
- お話でてこい